# DivX
DivX je značka produktů vytvořených společností DivX, Inc. (dříve DivXNetworks), včetně obrazového kodeku kompatibilního se standardem MPEG-4. Tento kodek se díky své schopnosti kvalitní komprese filmů na výrazně menší velikost velice často používá pro nelegální šíření filmů chráněných autorskými právy. Jeho popularita však vedla i k tomu, že velká část moderních DVD přehrávačů podporuje přehrávání filmů kódovaných kodekem DivX.

## Název
Mrkajíci emotikona ve starém kodeku „DivX ;-)“ verze 3 odkazovala na dřívější nepovedený pokus o vytvoření sítě amerických DVD půjčoven pod podobnou značkou DIVX. Verze 4 pak byla ve skutečnosti první verzí kodeku DivX (jenž si z tehdy populárního DivX ;-) 3 vypůjčil název), který už je (na rozdíl od DivX ;-)) produktem stejnojmenné firmy. Název DivX je také její ochrannou známkou.

## Historie
Typický celovečerní film zabírá na DVD asi 4,7 gigabajtů; DivX umožnil takový film zkomprimovat na cca 700 megabajtů (takže se vejde na jedno CD) při relativně akceptovatelné ztrátě kvality. To umožnilo snadné (často ovšem nelegální) šíření takových filmů např. prostřednictvím P2P sítí.
DivX ;-) 3.11 Alpha a další verze z něj odvozené byly založené na nelegálně upravené verzi kodeku pro MPEG-4 od společnosti Microsoft. Tento kodek, který však nebyl kompatibilní se standardem MPEG-4, původně dovoloval pouze kompresi do souborů formátu ASF, ale francouzský hacker Jérome Rota (známý též pod přezdívkou Gej) jej pozměnil tak, aby umožňoval i vytváření souborů AVI. V letech 1998–2002 vznikalo velké množství programů, které využívaly kodek DivX ;-) a postupně výrazně zvyšovaly kvalitu jím produkovaných souborů.
V roce 2000 Jordan Greenhall přizval Rotu k založení firmy (původně nazvané DivXNetworks, přejmenované na DivX v roce 2005), která by vytvořila nový, „čistý“ kodek DivX, bez použití nelegálně upraveného kodeku Microsoftu. Výsledkem bylo nejdřív vydání kodeku OpenDivX včetně zdrojových kódů 15. ledna 2001. OpenDivX byl open-source projekt umístěný na webovém serveru Project Mayo. Společně na něm dalších několik měsíců pracovali interní vývojáři firmy i někteří externí vývojáři, projekt však časem stagnoval.
Začátkem roku 2001 zaměstnanec firmy DivX Sparky napsal novou a vylepšenou verzi kódovacího algoritmu kodeku nazvanou encore2. Tento kód byl nakrátko zahrnut do veřejného repozitáře kódu OpenDivX, potom však byl náhle odstraněn. Tehdejší vysvětlení ze strany DivX bylo „komunita chce Winamp, ne Linux“. Tehdy se projekt rozdělil. V létě se Rota přestěhoval do San Diega, kde s Greenhallem založili firmu DivX.
Z kódu encore2 se vyvinul DivX 4.0, který byl vydán v červenci 2001. Další vývojáři, kteří se podíleli na OpenDivX, si vzali kódovací jádro encore2 a založili nový open-source projekt Xvid. Firma DivX pak pokračovala ve vývoji svého komerčního kodeku, verze DivX 5.0 byla vydána v březnu 2002. Ve verzi 5.2.1 z 8. září 2004 byl kodek DivX v podstatě funkčně kompletní. Změny se od té doby zaměřovaly spíše na rychlost a rozšiřování hardwarové kompatibility.
V roce 2009 vyšla verze 7, podporující modernější video kompresi H.264 a kontejner Matroska.

## Aktuální verze
Současná verze balíku DivX obsahuje DivX Player, DivX Community Codec a DivX Web Player. Obsahuje i zkušební verze produktů DivX Converter a DivX Pro Codec. Kodek DivX a DivX Player jsou k dispozici zdarma na stránkách DivX. Platící zákazníci mají v registrované verzi kodeku zvané DivX Pro přístup k dalším vlastnostem, mohou také používat DivX Converter, snadno použitelnou kódovací aplikaci.

## Konkurence
Hlavními konkurenty na trhu proprietárního softwaru pro video kompresi jsou Microsoft s Windows Media Video, QuickTime firmy Apple a RealVideo od RealNetworks.
I když byl kodek DivX dlouho proslulý svojí výtečnou kvalitou, jeho svobodný a open-source ekvivalent Xvid dnes nabízí srovnatelnou kvalitu. Stejně jako DivX používá kompresi MPEG-4 ASP. V sérii subjektivních testů kvality na Doom9.org byl DivX poražen kodekem Xvid každý rok od roku 2003.
Protože video kódované kodekem DivX je MPEG-4 ASP video, je kompatibilní i s jinými MPEG-4 ASP kodeky. Open-source knihovna libavcodec z projektu FFmpeg umí dekódovat i kódovat MPEG-4 video, které může být kódováno i dekódováno kodekem DivX (i jinými MPEG-4 kodeky jako Xvid nebo libavcodec MPEG-4). V kombinaci s obrazovými filtry MPlayeru i kódem z jiných projektů byl zabalen do DirectShow filtru nazvaného ffdshow, který lze používat pro přehrávání ve většině přehrávačů pro Windows. Údajně může nabídnout lepší kvalitu obrazu při nižším zatížení procesoru než dekodér DivX.
Od standardizace H.264/MPEG-4 AVC, známého též jako MPEG-4 Part 10, se objevila nová generace kodeků, jako je x264. I přes relativně ranou fázi vývoje tyto kodeky předčily kodek DivX v testu kvality na Doom9.org v roce 2005, díky pokročilejším vlastnostem MPEG-4 Part 10. Od verze 7 podporuje kompresi H.264 i kodek DivX.